# Блакси Гёрлз
Блакси Гёрлз (латиница: Blaxy Girls) — популярная румынская музыкальная группа, сформированная в 2007 году из 5 участниц в причерноморском городе Констанца, Румыния. Основные жанры исполнения — рок с сильным влиянием поп-мотивов и готических образом в одежде участниц. Целевая аудитория — молодёжь. Группа сотрудничает с звукозаписывающей компанией Ротон. Продюсер — Кости Ионицэ. В 2009 году группа записала ставшую популярной в странах Восточной Европы композицию «Е вина мя» (Это моя вина).